# Philautus petilus
Philautus petilus är en groddjursart som beskrevs av Stuart och Harold Heatwole 2004. Philautus petilus ingår i släktet Philautus och familjen trädgrodor. IUCN kategoriserar arten globalt som otillräckligt studerad. Inga underarter finns listade i Catalogue of Life.